# Dicerogastra ikondae
Dicerogastra ikondae är en fjärilsart som beskrevs av Emilio Berio 1973. Dicerogastra ikondae ingår i släktet Dicerogastra och familjen nattflyn. Inga underarter finns listade i Catalogue of Life.